# لامین کولی
لامین کولی (انگلیسی: Lamin Colley؛ زادهٔ ۵ ژوئیهٔ ۱۹۹۳) بازیکن فوتبال اهل گامبیا است.